# Stanisław Jarocki (scenograf)
Stanisław Jarocki (ur. 10 listopada 1887 we  Lwowie, zm. 8 października 1966 w Puszczykówku k. Poznania) – malarz, scenograf.

## Życiorys

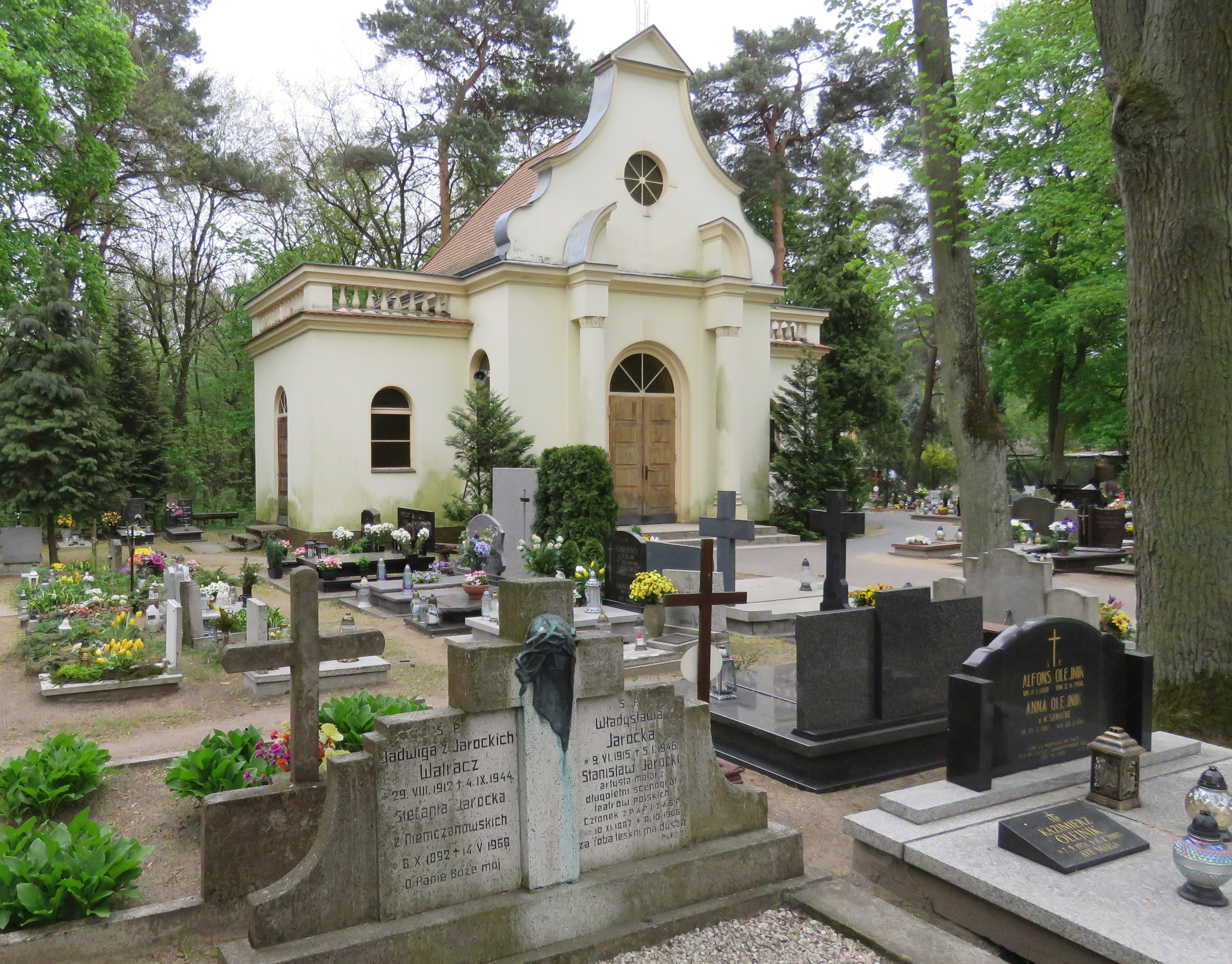
Grób rodziny Jarockich (na pierwszym planie) na cmentarzu w Puszczykowie

Stanisław Jarocki urodził się we Lwowie, a jego rodzicami byli Teofil Jarocki oraz Sabina z domu Ostrowska. Po ukończeniu 6 klas gimnazjum uzupełniał swoje wykształcenie studiując we Lwowie w Państwowej Szkole Przemysłu i Malarstwa Dekoracyjnego pod kierunkiem J. Bałły, W. Krycińskiego, S. Reychana i W. Rybkowskiego. Po ukończeniu szkoły w 1908 wyjechał dalej studiować we Francji, Włoszech, w Niemczech i Wiedniu. Po powrocie do Lwowa zajął się malarstwem dekoracyjnym. W kościołach i cerkwiach między innymi we Lwowie, Stryju oraz Drohobyczu wykonywał polichromie. Od 1913 do 1914 razem ze swym nauczycielem J. Bałłą w Sofii w słynnej cerkwi Bojana pracował przy konserwacji i rekonstrukcji zabytkowych fresków. Równocześnie zajął się scenografią. We Lwowie wykonał swoje pierwsze prace z tego zakresu. Dekorator opery w Odessie po wybuchu I wojny światowej, a później dekorator teatru dramatycznego w Charkowie i wykonawca polichromii kościoła katolickiego. Po powrocie do kraju od 1919 do 1921 pracował w Warszawie jako scenograf. W 1922 wyjechał z Warszawy do Poznania, w którym związał się przede wszystkim z Operą, ale pracował także dla Teatru Polskiego oraz od 1929 do 1939 dla teatrów w Łodzi i Warszawie dostarczał swoje projekty. Od 1945 pracował w teatrach dramatycznych Jeleniej Góry i Poznania. Od 1947 był współpracownikiem oper w Poznaniu, Bytomiu i Wrocławiu. Na stałe mieszkał w Puszczykówku k. Poznania, gdzie 8 października 1966 zmarł. 
Od 1911 jego żoną była Stefania Niemczakowska, z którą miał córki Władysławę (ur. 1915) oraz Jadwigę (ur. 1912).
W okresie międzywojennym jego najwybitniejszymi osiągnięciami były wykonane dekoracje do Legendy Bałtyku, Borysa Godunowa, Casanovy, Erosa i Psyche, Giocondy, Aidy, Fausta, Nieboskiej komedii i innych. Swe prace wystawiał w kraju i za granicą, m.in. we Frankfurcie n. Menem w 1926, na wystawie grupy „Ogniwo" w Poznaniu, w 1937 na Wystawie Światowej w Paryżu, na której otrzymał Grand Prix za projekty dekoracji i kostiumów do Kordiana i Sprzysiężenia Fiesca. W 1939 ministerstwo wyróżniło go za scenografię do Wieczoru trzech króli w Teatrze Polskim w Poznaniu. W 1958 uczestniczył w wystawie moniuszkowskiej, a w Warszawie w 1962 był na wystawie scenografii. Po wojnie wykonał dekoracje dla Opery Poznańskiej do Kniazia Igora, Wolnego strzelca, Lakme, Holendra Tułacza i Parii.

## Odznaczenia
- Złoty Krzyż Zasługi (10 maja 1946)[5].